# Bąblowiec (rodzaj)
Bąblowiec (Echinococcus) – rodzaj tasiemców (Cestoda) z rodziny Taeniidae, wywołujących chorobę zwaną bąblowicą (echinokokoza, łac. echinococcosis).

## Systematyka
Do rodzaju zalicza się następujące gatunki:
- Echinococcus canadensis[3]
- Echinococcus equinus[3][4]
- Echinococcus felidis[3]
- Echinococcus granulosus[3][4] – tasiemiec bąblowcowy[2]
- Echinococcus multilocularis[2][3][4] – bąblowiec wielojamowy[5]
- Echinococcus oligarthrus[2][3][4]
- Echinococcus ortleppi[3][4]
- Echinococcus shiquicus[3][4]
- Echinococcus vogeli[2][3][4]